# Politika novoga kursa
Politika »novoga kursa« je bila politički program dijela hrvatskih i srpskih političara iz banske Hrvatske i Dalmacije, oblikovan u prvom desetljeću XX. stoljeća, kojemu je primarni cilj bio ujedinjenje hrvatskih zemalja i poboljšanje njihova državnopravnoga položaja unutar Austro-Ugarske Monarhije. To je političko usmjerenje nastalo pod utjecajem političkih prilika u Austro-Ugarskoj Monarhiji potkraj 1890-ih godina, u doba naglašene krize dualizma. 
Odlučujuća inicijativa u pokretanju politike »novoga kursa« krenula je iz Dalmacije, gdje su Hrvatska stranka, Srpska stranka i Talijanska stranka otpočele čvrstu suradnju, potaknute teškim gospodarskim prilikama u Dalmaciji (posljedice vinske klauzule 1891.) i pod prijetnjom prodora njemačkog kapitala na Istok (Drang nach Osten), što ga je potpomogao bečki dvor. Izravan povod njihovu zajedničkom istupu bio je prijedlog dalmatinskog namjesnika Erazma Handela, predložen Dalmatinskomu saboru 1903., o uvođenju njemačkog jezika kao uredovnoga jezika u Dalmaciji, što se moglo protumačiti kao potpora politici njemačkog prodora na Balkan. Tada su dalmatinski politički prvaci prvi put jasno iskazali osnovnu zamisao politike »novoga kursa«, kojoj je cilj bio, postupno i u suradnji s ostalim narodima (Mađarima i Talijanima) ugroženima od njemačkog ekspanzionizma, ostvariti sjedinjenje Dalmacije s Hrvatskom, postići reviziju Hrvatsko-ugarske nagodbe radi ostvarenja financijske samostalnosti Hrvatske, a u daljnjoj perspektivi djelovati u smjeru stvaranja samostalne južnoslavenske države. I dok su dalmatinski političari postavili svoje zahtjeve videći najveću opasnost u politici Beča, oporbene snage u banskoj Hrvatskoj bile su usmjerene protiv politike madžarske vlade, koja je priječila financijsku samostalnost Hrvatske. 
Svima im je, međutim, bilo jasno da bi trebali iskoristiti nastalu krizu dualizma kako bi ostvarili svoje ciljeve, ali su pritom dvojili na koga se osloniti, na Beč ili na Peštu. Povod za rješenje dalo je zaoštravanje mađarske krize, tj. pad vlade Istvána Tisze i pobjeda mađarske oporbe na čelu s Narodnom strankom Ferenca Kossutha, koja je tražila maksimalno proširenje ugarske samostalnosti, t.j. personalnu uniju s Austrijom. Kako je mađarska oporba bila preslaba da sama ostvari zahtjeve, dalmatinski političari procijenili su da bi, ako ih se podupre, oni bili spremni riješiti hrvatsko pitanje. Nakon razgovora s političarima iz banske Hrvatske, koji su, premda teško, pristali na plan suradnje s Mađarima, Ante Trumbić poveo je s mađarskom oporbom pregovore o suradnji. Slijedilo je potpisivanje Riječke rezolucije (3. listopada 1905.), kojom su hrvatski i srpski zastupnici iz Dalmacije i banske Hrvatske poduprli »Kraljevinu Ugarsku«, tj. mađarsku oporbu u njezinoj borbi za potpunu državnu samostalnost. Tomu su se pridružili i srpski zastupnici u banskoj Hrvatskoj i Dalmaciji te su, uvjetujući priznanje odluka Riječke rezolucije ravnopravnošću srpske narodnosti u Hrvatskoj, potpisali Zadarsku rezoluciju (17. listopada 1905.). Time je bilo dovršeno približavanje srpskih i hrvatskih političara te stvoren temelj za politiku »novoga kursa«. Istra ostala je suzdržana, a Riječku rezoluciju napali su mađaroni, klerikalci, proaustrijski frankovci i Hrvatska pučka seljačka stranka. 
Unatoč poteškoćama bila je uskoro osnovana Hrvatsko-srpska koalicija, kao nositelj politike »novoga kursa«, a njezino je vodstvo preuzeo Frano Supilo. Iako je Mađarska koalicija, koja je bila sklona suradnji s hrvatskim političarima, pobijedila na izborima u Mađarskoj 1906., a potom je Hrvatsko-srpska koalicija odnijela pobjedu u Hrvatskome saboru, politika »novoga kursa« uskoro je doživjela slom. Naime, u trenutku kada je Hrvatsko-srpska koalicija pobijedila na izborima u Hrvatskoj, prestala je suradnja s Mađarskom koalicijom, koja je postigla kompromis s kraljem o preuzimanju vlasti u Ugarskoj. Odustavši od zahtjeva za gospodarskom i vojnom samostalnošću više joj nije bio potreban saveznik u borbi za personalnu uniju. U idućem su razdoblju ponovno u prvi plan došli sukobi između mađarskih hegemonističkih težnja i nacionalnih zahtjeva Hrvatsko-srpske koalicije. Sukobu su pridonijeli velikoaustrijski krugovi, kojima je u interesu bila obnova austrougarske financijske nagodbe, kao i činjenica da je novoj ugarskoj vladi smetala vlast Hrvatsko-srpske koalicije u banskoj Hrvatskoj. U banskoj Hrvatskoj slomu politike »novoga kursa« pridonijeli su frankovci, koji su nastojali prekinuti hrvatsko-srpsku suradnju, dok je u Dalmaciji austrijska vlada uspjela ublažiti otpor dijela političara ponudivši im, u slučaju prihvaćanja politike prihvatljive Beču, gospodarske ustupke. Vrhunac borbe protiv politike »novoga kursa« bilo je donošenje tzv. željezničarske pragmatike, zakonske osnove kojom je mađarski jezik bio proglašen službenim jezikom na hrvatskim željeznicama, čime je bila prekršena odredba Hrvatsko-ugarske nagodbe o službenom jeziku, a time i hrvatska autonomija. Kralj Franjo Josip I. podupro je ugarske interese, a zakon je bio izglasovan u lipnju 1907. Potom je pala vlada Hrvatsko-srpske koalicije, ban Teodor Pejačević dao je ostavku, a za hrvatskoga je bana bio postavljen Aleksandar Rakodczay. Premda su ti događaji označili kraj politike »novoga kursa«, zahtjevi koje su postavili hrvatski i srpski političari ponovno su postali aktualni potkraj I. svjetskog rata, kada je porazom Austro-Ugarske na europskom bojištu dualizam doživio konačan slom.

## Poveznice
- Riječka rezolucija
- Zadarska rezolucija
- Hrvatsko-srpska koalicija